# Klementyna Hoffmanowa
Klementyna Hoffmanowa (Varsóvia, 23 de novembro de 1798 Paris, 21 de setembro de 1845) foi uma escritora, tradutora, editora e uma das primeiras escritoras de literatura infantil da Polônia.